# Jodendom

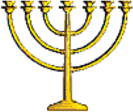
De menora is een traditioneel symbool van het jodendom

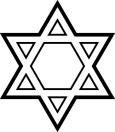
De davidster is een ander symbool van het jodendom

Het jodendom is de cultuur, levenswijze en religie van het Joodse volk en de oudste of een van de vroegst ontstane monotheïstische godsdiensten en behoort tot de oudste religieuze tradities die vandaag de dag nog worden beoefend.
Het jodendom past niet gemakkelijk in de westerse categorieën zoals religie, ras, etniciteit of cultuur. Dit komt doordat Joden het jodendom in termen van 4000 jaar geschiedenis beschouwen. Tijdens dit lange tijdperk hebben Joden slavernij, chaos, theocratie, verovering, bezetting en ballingschap ervaren en zijn zij in contact geweest met en beïnvloed door het Oude Egypte, Babylonië, Perzië, het Griekse hellenisme, evenals moderne bewegingen zoals de Verlichting, het socialisme en de opkomst van het nationalisme. Daarom stelt de Joods-Amerikaanse professor Daniel Boyarin dat "Joods-zijn de pure categorieën van identiteit doorbreekt, omdat het niet nationaal is, niet genealogisch en niet godsdienstig, maar elk van deze, in een dialectische spanning."
Het jodendom is gebaseerd op de Tenach (ook wel Hebreeuwse Bijbel genoemd), die de basiswetten van het jodendom bevat en daarnaast vooral op de Talmoed, die uitleg en uitbreidingen van de basiswetten bevat.

## Ontstaan

### Rabbijnse visie
Volgens de Joodse traditie was de Semiet Abraham, afkomstig uit Ur de eerste jood. Daarom wordt hij aartsvader genoemd. Rabbijnse literatuur vertelt dat hij de eerste was om het tegen de rest van de wereld op te nemen en de dwaasheid van afgodendienst af te werpen. Hij vertrok naar Kanaän. Daarop beloofde God dat Abraham, inmiddels al op hoge leeftijd wonend in Kanaän met zijn vrouw, aartsmoeder Sara, nog nageslacht zou krijgen dat het land zou gaan bewonen. Hierna werd aartsvader Isaak geboren. Isaak kreeg twee zoons, Ezau en Jakob. Volgens de Tenach gaf God aan Jakob bij zijn binnenkomst in Kanaän de naam Israël hetgeen betekent: "hij die met God worstelt", en zegde hem toe dat zijn nakomelingen Zijn volk zouden zijn.

### Hebreeuwse Bijbel
God stuurde, tijdens een hongersnood in Kanaän, Jakob en zijn kinderen naar Egypte. Toen zij daar als slaven werden gebruikt, stuurde God Mozes om de Israëlieten, zoals het volk vanaf dan wordt genoemd, daar weg te halen. Na deze uittocht uit Egypte (de exodus) bracht God hen naar de berg Sinaï om hun de Thora te geven, en leidde hen uiteindelijk naar het beloofde land, Erets Jisrael. God bepaalde dat de nakomelingen van Mozes' broer Aäron een priesterklasse binnen de Israëlitische gemeenschap zouden zijn. Zij dienden tijdens de lange tocht vanuit Egypte eerst in een verplaatsbare tent, de Tabernakel. Aangekomen in het beloofde land werd de tent met de tabernakel in de stad Silo geplaatst. De tabernakel bleef daar meer dan 300 jaar. Gedurende die tijd zou God aan zijn volk leiders en strijders verstrekt hebben om hen te verzamelen tegen de vijanden die hij op hen af stuurde. Na verloop van tijd daalde de moraal van het volk tot het punt waarin God de Filistijnen toestond om de tempel in Silo te veroveren en te plunderen. De Israëlieten vertelden de profeet Samuel dat zij het punt hadden bereikt waarop zij behoefte hadden aan een permanente koning, zoals andere volken die hadden. God wist dat dit niet het beste voor hen was, maar willigde het verzoek in en liet Samuel Saul, een groot maar zeer bescheiden mens, benoemen tot koning. Toen de mensen Saul overhaalden tegen een order in te gaan die via Samuel gegeven was, beval God Samuel om David in plaats van Saul te benoemen. Zodra David gevestigd was, vertelde hij de profeet Nathan dat hij een permanente tempel zou willen bouwen. God achtte David zelf daarvoor niet goed genoeg, maar zei dat hij zijn zoon Salomo zou toestaan om de tempel te bouwen. Salomo bouwde een tempel in Jeruzalem. De nakomelingen van Aäron dienden vervolgens als priesters in de Tempel van Jeruzalem.
Na de dood van Salomo werd het koninkrijk verdeeld in de twee koninkrijken: Koninkrijk Israël en Koninkrijk Juda. Het koninkrijk Israël had een verscheidenheid aan koningen en vanwege een zich uitbreidende afgodendienst zou God na een paar honderd jaar Assyrië toestaan om Israël te veroveren. Het koninkrijk Juda, waarvan Jeruzalem de hoofdstad was geworden en dat de tempel bevatte, bleef onder het gezag van het Huis van David. De afgodendienst echter steeg tot het punt dat God Babylonië toestond om Juda te veroveren, de tempel te vernietigen, die 410 jaar in gebruik was geweest, en zijn volk naar Babylonië te verbannen met de belofte dat zij na 70 jaar zouden worden bevrijd. Na 70 jaar werd het de mensen toegestaan terug te keren onder leiding van Ezra, en zou de tempel worden herbouwd. Deze tweede tempel stond 420 jaar overeind, waarna hij werd vernietigd door de Romeinse generaal en latere keizer Titus.
De Thora, die op de berg Sinaï aan Mozes werd gegeven, omvat vijf boeken. De details, die de bijbehorende Mondelinge Thora vormden, moesten ongeschreven blijven. Echter, aangezien de vervolging van de Joden toenam, ontstond het gevaar dat details vergeten zouden worden. Daarom werd de mondelinge leer alsnog opgetekend in de Misjna, de Talmoed, en andere heilige boeken van het jodendom.

### Historisch-kritische visie
Volgens de historisch-kritische visie onderscheiden twee kenmerken het jodendom van de andere godsdiensten die bestonden toen het jodendom zich net ontwikkelde.
1. Het eerste kenmerk was het henotheïsme, dat zich geleidelijk heeft ontwikkeld tot monotheïsme. Hoewel de ontkenning van andere goden voor het rabbijnse jodendom fundamenteel is, impliceert de Thora volgens vele kritische geleerden vaak dat vroege Israëlieten het bestaan van andere goden erkenden. De betekenis ligt eerder in het Joodse idee dat God de mensen creëerde en voor hen zorgde. In polytheïstische godsdiensten is de schepping van de mensheid vaak iets bijkomstigs en zijn de goden hoofdzakelijk betrokken bij hun relaties met andere goden, niet met mensen.[bron?]
2. Ten tweede specificeert de Thora vele geboden en verboden die de afstammelingen van Israël moeten volgen. Andere godsdiensten werden toentertijd gekenmerkt door tempels waarin de priesters hun goden door offers zouden aanbidden. De Joden hadden ook zo'n tempel met priesters en brachten ook offers, maar dit waren niet de enige middelen om God dienstig te zijn. In vergelijking met andere godsdiensten verhoogt het jodendom het dagelijkse leven tot het niveau van een tempel en eren Joden God door het naleven van allerlei dagelijkse geboden en verboden uit de Thora, waaronder de spijswetten en het naleven van de sjabbat.

Tijdens de Helleense periode waren de meeste Joden al gaan geloven dat hun God de enige god was, en dat de Thora, het verslag van zijn openbaring, universele waarheden bevat. Deze ontwikkeling kan samen zijn gegaan met de belangstelling van niet-Joodse zijde voor het jodendom. Zo beschouwden sommige Grieken en Romeinen de Joden als een zeer "filosofisch" volk vanwege hun geloof in een abstracte god. Daarbij ontstond er een groeiende Joodse interesse in Griekse filosofie, die als doel had om universele waarheden te vestigen. De Joden begonnen te werken aan de spanning tussen het particularisme van hun stelling dat alleen Joden de Thora uit hoefden te voeren, en het universalisme van hun stelling dat de Thora universele waarheden bevatte.
Het resultaat is een reeks ideeën en praktijken betreffende de identiteit, de ethiek, de relatie met de natuur, alsook de relatie met God, die een voorkeur geven aan "verschil" tussen Joden en niet-Joden; ideeën en praktijken betreffende de verschillen in het praktiseren van het jodendom per plaats; een hechte aandacht voor verschillende betekenissen van woorden bij het interpreteren van teksten; pogingen om verschillende standpunten over teksten vast te leggen, samen met een relatieve onverschilligheid over credo en dogma.
Het onderwerp van de Hebreeuwse Bijbel is een beschouwing van de verhouding tussen de Israëlieten en God zoals deze tevoorschijn komt in hun geschiedenis van het begin van de tijd tot de bouw van Tweede Tempel, ongeveer 520 jaar vóór de gangbare jaartelling. Deze verhouding wordt over het algemeen als controversieel afgebeeld, aangezien de Joden worstelden met hun geloof in God enerzijds en de aantrekkelijkheid van andere goden anderzijds, en aangezien sommige Joden uit de Thora, met name Abraham, Jakob — later dus Israël geheten — en Mozes, worstelden met God of het godsbegrip.
Moderne kritische geleerden zijn van mening dat de Hebreeuwse Bijbel uit een verscheidenheid van inconsistente teksten bestaat die gebundeld werden op een manier die om aandacht vraagt voor de uiteenlopende beschouwingen. Voorbeelden zijn verschillen in namen van God, in politieke voorkeuren en botsende verklaringen van eenzelfde fenomeen, zoals scheppingsverhalen van Genesis 1 en 2. Deze documentaire hypothese stipuleert in dit kader vijf bronnen voor de Tenach, alsook een zesde, de redacteur. Bronnen kunnen in dit geval ook groepen schrijvers zijn. Hoewel het werk aan de hypothese al in de 19e eeuw begon, is dit onderzoeksgebied nog in ontwikkeling.

## Geschiedenis

### Het jodendom tot 1700
Rond de eerste eeuw voor de jaartelling waren er verscheidene kleine Joodse sektes: de Farizeeërs, Sadduceeërs, de Zeloten, Essenen en later ook de christenen. Na de vernietiging van de Tweede Tempel in 70 verdwenen de meeste sektes. In de eeuwen die volgden verspreidden de joden zich over vele landen, hetgeen de joodse diaspora wordt genoemd. Het christendom bleef bestaan, maar het brak met het jodendom en werd een afzonderlijke godsdienst; farizeeërs bleven ook bestaan, maar in de vorm van het rabbijns jodendom.
Sommige Joden uit de 8e en 9e eeuw waren het eens met de Sadduceeërs wat betreft de verwerping van de mondelinge wetten die in de Misjna en de twee Talmoeds werden geregistreerd, van de farizeeërs en de rabbijnen sinds de verwoesting van de tempel. Tot deze groep separatisten behoorden de Isunianen, Judganieten, Malikieten en anderen. Deze Joden volgden aanvankelijk op een vrij letterlijke wijze de wetten van de Thora. Spoedig echter ontwikkelden zij hun eigen mondelinge tradities, die van de rabbijnse tradities verschilden. Zo ontstond uiteindelijk het Karaïtisch jodendom. Karaïeten zijn er vandaag nog in kleine aantallen. De meesten leven tegenwoordig in Israël.
Met de tijd ontwikkelden de Joden zich tot verschillende etnische groepen: onder andere de Asjkenazische Joden uit Centraal- en Oost-Europa en Rusland, de Sefardische Joden uit Spanje, Portugal en Noord-Afrika, en de Jemenieten, in het zuidelijke uiteinde van het Arabisch Schiereiland. De afsplitsingen zijn vooral cultureel-geografisch van aard en zijn niet gebaseerd op een aanzienlijk doctrinair geschil, hoewel de afstand tussen de etnische groepen wel resulteerde in kleine verschillen in de praktijk en gebeden.
Op het Vierde Lateraans Concilie in 1215 werd bepaald dat Joden een onderscheidingsteken moesten dragen, bijvoorbeeld een jodenhoed.

### Chassidisme
Het chassidisch jodendom werd geïnitieerd door Israël ben Eliezer (1700-1760), ook bekend als Ba'al Sjem Tov (of Besjt). Zijn discipelen trokken vele aanhangers, die talrijke chassidische groepen stichtten in Oost- en Centraal-Europa. Het chassidisch jodendom werd uiteindelijk de manier van leven voor vele Joden in Europa. De Joodse immigratiegolf in de jaren 80 van de 19e eeuw bracht deze richting binnen het jodendom ook naar de Verenigde Staten.
Ooit bestond er een ernstig schisma tussen de chassidische en niet-chassidische orthodoxe Joden. De Europese Joden die de chassidische beweging verwierpen, werden door chassidische Joden bestempeld als misnagdim ofwel "tegenstanders". Desalniettemin zijn alle sektes van het chassidische jodendom ondergebracht in de stroming die buiten de Verenigde Staten het grootste is, het orthodox jodendom, waarin ze samen met de "tegenstanders" het charedisch jodendom vormen.

### Het jodendom tijdens de Hervorming en de verlichting
In de late 18e eeuw ontstonden in Europa intellectuele, sociale en politieke bewegingen die geïnspireerd waren door de verlichting. Die leidde tot een versoepeling van de Europese wetten die Joden belemmerden te emanciperen en met de bredere seculiere wereld in contact te staan. Aan Joden werd toegang tot seculair onderwijs en seculaire instellingen verleend. Een parallelle Joodse beweging, de haskala of Joodse verlichting, ontstond als reactie op zowel de verlichting als de nieuwe vrijheden. De haskala legde een nadruk op integratie met de seculiere maatschappij. De strijd tussen verdedigers van de haskala en traditionelere Joodse concepten leidde uiteindelijk tot de vorming van verschillende takken in het jodendom: liberaal jodendom, vele vormen van orthodox jodendom en conservatief jodendom, alsmede een aantal kleinere groepen.

### De Holocaust
Het verlies van ongeveer 6 miljoen levens in de Holocaust in de periode 1933-1945 had een radicale demografische verschuiving tot gevolg, en beïnvloedde sterk de organisatie van het georganiseerde jodendom in Europa. Desondanks had de Holocaust weinig blijvende invloed op de inhoud van de Joodse religie.

### Na de Holocaust
In de meeste westerse naties, zoals de Verenigde Staten van Amerika, Israël, Canada, het Verenigd Koninkrijk en Zuid-Afrika, bestaat onder Joden een grote verscheidenheid van religieuze praktijken, met een meerderheid van seculaire en onorthodoxe Joden. In de Verenigde Staten bijvoorbeeld hadden volgens het bevolkingsonderzoek van 2001 4,3 miljoen van de 5,1 miljoen Joden een of andere aansluiting met de godsdienst. Van die bevolking van verbonden Joden nam 80% deel aan een of andere soort Joodse godsdienstige praktijk, maar was slechts 48% lid van een Joodse gemeenschap.
De godsdienstige en seculiere Joodse bewegingen in de Verenigde Staten en Canada vinden veelal dat er sprake is van een crisissituatie en hebben ernstige zorg over de toenemende percentages van gemengde huwelijken en assimilatie. Aangezien de Amerikaanse Joden later in hun leven trouwen dan vroeger gebruikelijk was en gemiddeld minder kinderen krijgen dan vroeger, is het geboortecijfer voor Amerikaanse Joden van meer dan 2,0 gedaald tot 1,7. Als gevolg van gemengde huwelijken en lage geboortecijfers kromp de Joodse bevolking in de Verenigde Staten van 5,5 miljoen in 1990 tot 5,1 miljoen in 2001. Dit is indicatief voor de algemene bevolkingstendenzen binnen de Joodse gemeenschap in diaspora, maar een nadruk op bevolking maskeert de diversiteit van de huidige Joodse godsdienstige praktijk, evenals de groeitendenzen onder sommige gemeenschappen, zoals Haredi-Joden. Hierdoor groeit het percentage orthodoxe Joden, terwijl het aantal Joden als geheel afneemt. In de orthodox-Joodse gemeenschap is tevens over het algemeen geen sprake van gemengde huwelijken en assimilatie, gezien de religieuze omgeving waarin kinderen al van jongs af aan opgroeien. In New York maar ook in Antwerpen wonen talloze Joden die daar geboren zijn maar geen Engels respectievelijk Nederlands spreken; vanzelfsprekend is de kans dat zij trouwen met een niet-Joodse partner niet erg groot.
In de laatste 50 jaar is de interesse in godsdienst onder vele segmenten van de Joodse bevolking toegenomen. Alle belangrijke Joodse groeperingen hebben een heropleving in populariteit ervaren, met stijgende aantallen jongere Joden die aan Joods onderwijs deelnemen en toetreden tot synagoges. Hoewel deze groei niet het algehele demografische verlies heeft gecompenseerd, groeien vele Joodse gemeenschappen en bewegingen, waarbij het hoogtepunt in de Verenigde Staten in de jaren 70 lag. De charedische bewegingen in Israël en met name de Sefardische charediem kenden een bloeiperiode in de jaren 80 en 90 van de 19e eeuw.

## Joodse wet

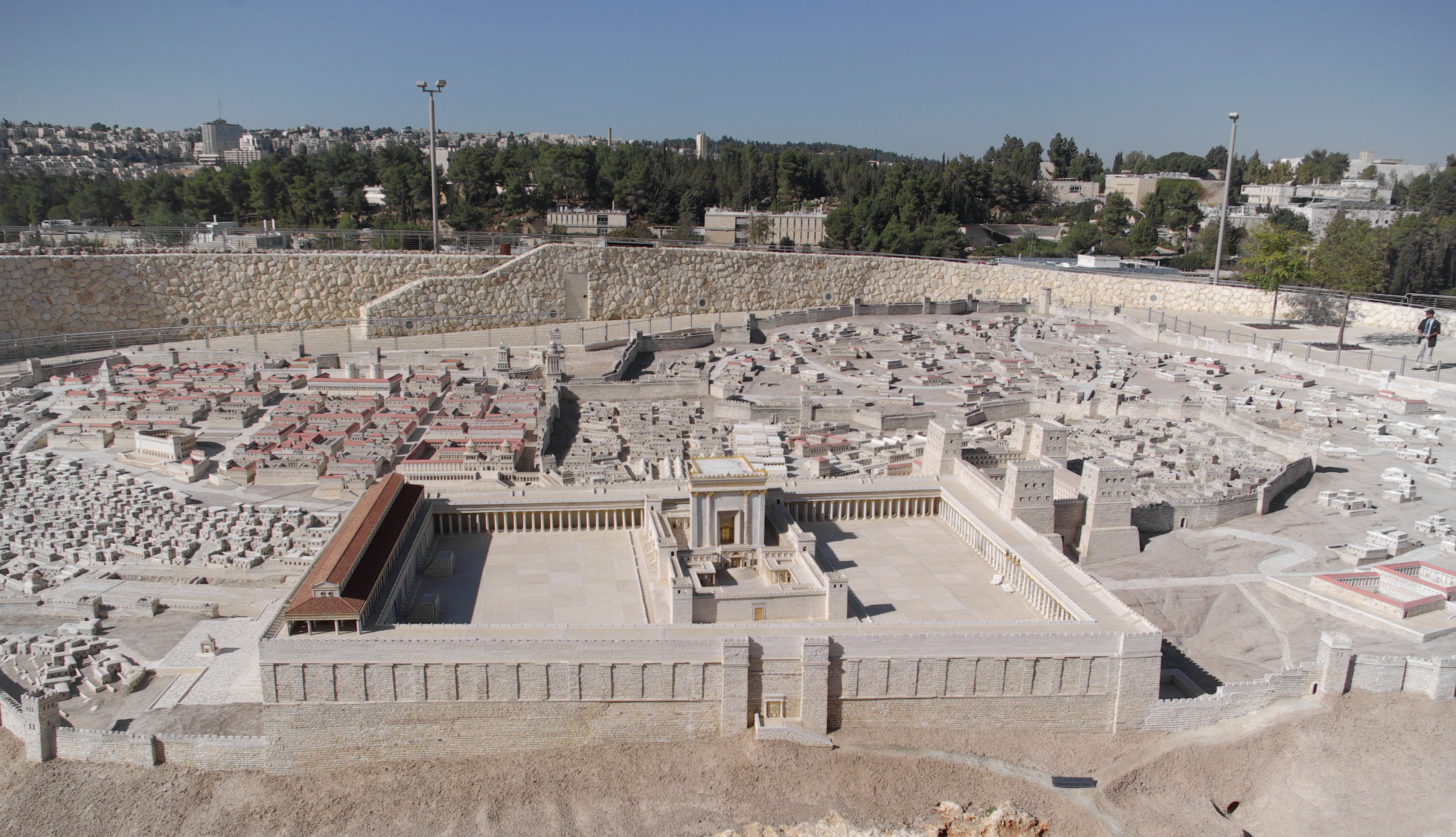
Maquette van de Tempel van Jeruzalem

Het fundament van de Joodse wet en traditie is de Thora, bestaande uit de vijf boeken van Mozes. Volgens rabbijnse traditie bevat de Thora 613 geboden en verboden, mitswot. Sommige van deze wetten zijn alleen van toepassing op mannen of op vrouwen, op priesters (kohaniem) of op leden van de stam van Levi, op personen die zich met de landbouw bezighouden. Vele geboden en verboden zijn niet meer relevant, omdat zij betrekking hebben op de periode toen de Tempel van Jeruzalem nog bestond. Minder dan 300 van deze geboden zijn vandaag de dag nog toepasbaar.
De meeste religieuze Joden volgen niet alleen de Thora, maar ook de Misjna, de mondelinge leer, die rond 200 is vastgelegd. Het rabbijnse jodendom heeft altijd gesteld dat de geschreven boeken van de Thora op hetzelfde moment door God aan Mozes werden gegeven als de Misjna. Zij baseren zich hierin op de tekst van de Thora, waarin vele woorden ongedefinieerd blijven en vele procedures zonder verklaring of instructies worden vermeld; dit, stellen zij, betekent dat de lezer verondersteld wordt met andere details vertrouwd te zijn, en daaronder vallen de mondelinge bronnen. Er bestaan en bestonden echter ook Joodse groepen die zich alleen op de geschreven tekst van de Thora baseren, namelijk de Sadduceeërs, Beta Israël en de Karaïeten.
De Misjna, die gezien kan worden als parallelle reeks van materiaal aan de Thora, werd oorspronkelijk mondeling overgebracht. In 3e eeuw C.E. werd tegen de tijd van Rabbijn Jehoeda Hanassi veel van het mondelinge materiaal vastgelegd. In de loop van de volgende vier eeuwen onderging deze wet bespreking en debat door joodse gemeenschappen in zowel het land van Israël als in Babylonië. Er commentaren op de Misjna geschreven die gebundeld werden en bekend zijn geworden als de Talmoeds van Babylonië en die van het land van Israël. Deze zijn op hun beurt weer becommentarieerd door vele Thora-geleerden.
De huidige Halacha, de rabbijnse levensvoorschriften, zijn gebaseerd op een gecombineerde lezing van de Thora en de mondelinge traditie - de Misjna, Midrasj, Talmoed en de vele commentaren daarop. Doordat de Halacha een precedent-gebaseerd systeem is, heeft het zich langzaam ontwikkeld. De literatuur van vragen aan rabbijnen en hun overwogen antwoorden, worden opgenomen in de responsa-literatuur. Dit wordt in het Hebreeuws aangeduid met Sjeëlot Oetesjoewot, hetgeen vragen en antwoorden betekent. Aangezien er altijd weer vragen rijzen blijven praktijken zich ontwikkelen. Daarom worden codes van de Joodse wet geschreven die op responsa gebaseerd zijn; de voornaamste code daarvan, de Sjoelchan Aroech, bepaalt grotendeels de Joodse religieuze praktijk tot vandaag de dag. Een voorbeeld kan zijn de vraag of met de sjabbat een lift gebruikt kan worden, die aanleiding vindt in moderne ontwikkelingen.

### Joodse plichten en gebruiken
Joden die volgens de tradities leven, volgen een groot aantal plichten en gebruiken die ook voor buitenstaanders zichtbaar zijn. Deze zijn onder meer:
- Bar en bat mitswa: joodse kinderen worden vanaf hun bar mitswa (voor jongens: 13 jaar) of bat mitswa (voor meisjes: 12 jaar) als volwassen gezien in de ogen van de joodse wetgeving. Zij zijn dan ook vanaf dat ogenblik zelf verantwoordelijk voor het naleven van de geboden en verboden (mitswot).
- Briet mila: joodse jongetjes worden op de achtste dag na hun geboorte besneden.
- Joods huwelijk, dat plaatsvindt onder een Choepa: een soort afdak
- Joodse begrafenis
- Joodse feestdagen
- Kasjroet: een stelsel van spijswetten, waaruit onder andere volgt dat joden geen varkensvlees mogen eten, en dat melkproducten en vlees niet gelijktijdig gebruikt mogen worden.
- Keppel: joodse mannen lopen met bedekt hoofd. Ze dragen bijvoorbeeld een hoed, maar vaak ook een keppel.
- Matzes: ongerezen brood eten tijdens Pesach, het herdenkingsfeest voor de uittocht uit Egypte.
- Mezoeza: aan de deurpost van een woning is een houder bevestigd met daarin een rolletje perkament met de tekst van een belangrijk gebed, het Sjema.
- Sjabbat: de vrijdagavond en zaterdag, wanneer joden naar de synagoge gaan en niet werken.
- Talliet (gebedskleed) met tsietsiet, symbolische franjedraden, al dan niet permanent gedragen of alleen tijdens de ochtenddienst.
- Tefilien: gebedsriemen die gedragen worden tijdens het bidden, ook met houders voor heilige teksten.

### Joods gebed
Er zijn traditioneel drie dagelijkse gebedsdiensten: sjachariet in de ochtend, mincha in de middag en ma'ariew in de avond. Op sjabbat en feestdagen wordt na sjachariet een extra dienst ingelast: moesaf. En op Jom Kipoer tussen mincha en ma'ariew ook: neilah.

## Geloofsbeginselen

### Betekenis
Hoewel het jodendom altijd een aantal geloofsbeginselen heeft bevestigd, heeft het nooit een bindende catechismus ontwikkeld zoals die in het christendom bestaat. Er is geen formeel overeengekomen dogma of reeks van religieuze geloofspunten. Hoewel individuele rabbijnen, of soms volledige groepen, af en toe met een vast dogma akkoord gingen, gingen andere rabbijnen en groepen hiermee niet akkoord. Zonder centraal overeengekomen gezag kon geen enkele formulering van Joodse geloofsprincipes blijvende voorkeur over een andere verkrijgen.
Ook de Joods-Romeinse historicus Flavius Josephus benadrukt vooral praktijken en tradities, en niet de geloofsleer, in zijn beschrijving van de kenmerken van een apostaat, oftewel een afvallige Jood. De eisen ten aanzien van bekering tot het jodendom zijn dan ook niet een belijdenis, maar vooral voor mannen de besnijdenis en het zich houden aan traditionele regels. Desalniettemin werden in het orthodox jodendom sommige beginselen, bijvoorbeeld de goddelijke oorsprong van de Thora, wel zo belangrijk geacht dat openlijke verwerping van die beginselen een reden kon zijn om die persoon als afvallige te bestempelen.

### Samenvatting
Een aantal formuleringen van geloofsprincipes zijn in de loop der tijden verschenen; de meeste hebben veel gemeenschappelijk en verschillen slechts in details. Een onderlinge vergelijking toont een brede tolerantie voor variërende theologische perspectieven aan. Hieronder volgt een samenvatting van Joodse geloofsbeginselen:
1. Monotheïsme - het jodendom is gebaseerd op strikt unitaristisch monotheïsme, het geloof in één God. God wordt opgevat als eeuwig, de schepper van het heelal en de bron van ethiek.
2. God is één - het idee van een dualiteit of een drievuldigheid van God is voor Joden een heresie; het wordt beschouwd als verwant aan polytheïsme.
3. God zowel omnipotent of alleskunnend als omniscient of alwetend. De verschillende namen van God zijn manieren om verschillende aspecten van Zijn aanwezigheid in de wereld uit te drukken.
4. God is niet-fysisch, niet-materieel en eeuwig. Alle verklaringen in de Hebreeuwse Bijbel en in de rabbijnse literatuur die zich van antropomorfisme bedienen, zijn metaforen, aangezien het anders onmogelijk zou zijn om over God te spreken.
5. Aan God alleen kan men een gebed aanbieden. Iedere tussenpersoon, vanuit welke overtuiging dan ook, tussen een mens en God, verplicht of optioneel, wordt traditioneel als afvallig beschouwd.
6. De Tenach, en veel van wat in de Misjna en Talmoed wordt beschreven, is het product van goddelijke openbaring. Hoe de openbaring werkt, en wat het precies betekent wanneer men zegt dat een boek 'goddelijk' is, is altijd een kwestie van geschil geweest. Onder Joden bestaan verschillende begrippen van dit concept.
7. De woorden van profeten zijn waarheden.
8. Mozes was de voornaamste profeet.
9. De Thora, de vijf boeken van Mozes, is de primaire tekst van het jodendom. Het rabbijnse jodendom stelt dat de Thora dezelfde is als die door God aan Mozes werd gegeven op de berg Sinaï. Het orthodoxe jodendom stelt dat de Thora van nu precies gelijk is aan wat toen werd ontvangen, afgezien van een klein aantal fouten in de overschrijving. Wegens de ontwikkelingen in het tenachisch, archeologisch en taalkundig onderzoek verwerpen vele Joden dit principe. In plaats daarvan aanvaarden zij dat de kern van de mondelinge en geschreven Thora van Mozes afkomstig is, maar dat de geschreven Thora van nu uitgegeven is met andere documenten.
10. God zal alleen diegenen belonen die zijn geboden nakomen, en hen straffen die ze overtreden hebben.
11. God koos het Joodse volk om een uniek verbond met hem te hebben; de beschrijving van deze overeenkomst is de Thora zelf. In tegenstelling tot wat vaak wordt beweerd, zijn de Joden niet Gods verkozen volk op zich. Joden geloven dat zij voor een specifieke opdracht zijn gekozen; om een licht te zijn voor de naties en een overeenkomst met God na te komen zoals die wordt beschreven in de Thora. Het reconstructionistisch jodendom verwerpt de idee van uitverkiezing geheel en al.
12. Er zal een Joodse messias komen of wellicht een messiaans tijdperk.
13. De ziel is zuiver bij geboorte. Mensen zijn geboren met een jetser hatov, een tendens om goed te doen, en een jetser hara, een tendens om slecht te doen. Daarom zijn de mensen vrij de weg in het leven te kiezen die zij willen nemen.
14. Mensen kunnen boeten voor zonden, die slechts fouten zijn in het nakomen van de wetten. De liturgie van de belangrijke dagen Rosj Hasjana en Jom Kipoer en de tien dagen van inkeer ertussen verklaren dat het gebed, boete doen en tsedaka, het verplichte geven voor goede doelen zonden herstelt. Dit is dus verschillend van de vrijwillige liefdadigheid. Boete doen wordt alleen zinvol geacht indien vergezeld van een oprecht besluit om op te houden met onaanvaardbare acties en zelfs dan alleen als acties om verontschuldigingen aan derden aan te bieden eerlijk worden ondernomen.

## Richtingen in het jodendom

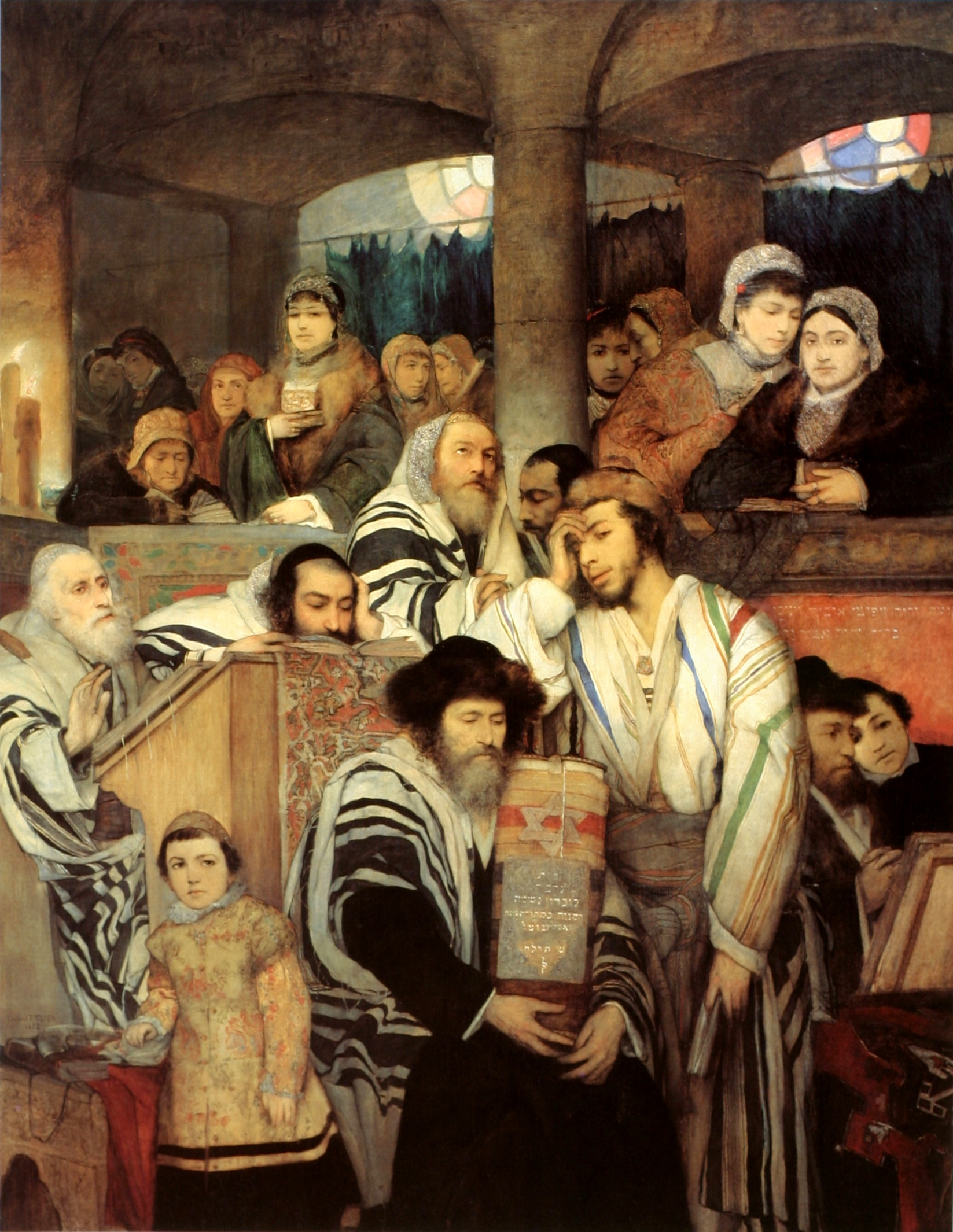
Joden in een synagoge op Jom Kipoer (door Maurycy Gottlieb, 1878)

Hieronder volgt een opsomming van de primaire richtingen binnen het rabbijns en niet-rabbijns jodendom, met enige onderverdeling bij het zeer versnipperde orthodoxe jodendom. Het reconstructionistisch en niet-rabbijns jodendom zijn klein van omvang.
- Rabbijns jodendom
  - Orthodox jodendom – aanhangers zien zichzelf meestal als praktiserend van het normatieve jodendom en niet als een beweging. “Orthodox” is in dit verband niet gelijk aan religieus, ondanks het bestaan van een niet-deterministische correlatie tussen die twee. Het orthodox jodendom is op te splitsen in:
    - Modern-orthodox jodendom en
    - Charedisch jodendom, vaak bekend onder de minder politiek correcte naam “ultraorthodox”. Het charedisch jodendom is wederom onderverdeeld in twee hoofdstromingen:
      - Chassidisch jodendom, dat uit tientallen chassidische bewegingen bestaat, in aanhang variërend van enkele tientallen mensen tot ruim 100.000, en
      - Mitnagdiem, hetgeen letterlijk tegenstanders betekent, of "Litouws jodendom", een richting die in Litouwen ontstond en inging tegen het chassidisme. Tegenwoordig wordt de naam gebruikt voor het haredi-jodendom, dat niet chassidisch is. Het mag niet worden verward met de Joodse gemeenschap van Litouwen. Vaak worden Sefardische Joden - van de strikt orthodoxe variant - ook onder deze tak gerekend; soms worden zij als aparte tak van het charedisch jodendom gezien.

  - Conservatief jodendom – hangt veranderingen in de joodse wetgeving halacha aan die groter zijn dan de principes van het orthodox jodendom toestaan. Onder de revisies zijn er vele met betrekking tot het opheffen van de traditioneel verschillende rollen van mannen en vrouwen. Masorti is Hebreeuws voor traditioneel. De masorti-beweging is meer bekend als “conservatief”, de officiële naam in de Verenigde Staten, waar ze het grootst is. Conservatief betekent hier dat men zich aan meer principes van het traditionele jodendom wil houden dan het liberaal jodendom.
  - Liberaal jodendom – voorstander van verregaande integratie in de maatschappij en een persoonlijke interpretatie van de Thora. Deze beweging is oorspronkelijk afkomstig uit Duitsland, als een reactie op de spanning tussen het traditionele jodendom en de Verlichting. Het liberaal jodendom is ook bekend onder de namen “reform”, de officiële naam in de Verenigde Staten, en “progressief”, de overkoepelende naam in het Verenigd Koninkrijk.
    - Liberaal jodendom – de grootste beweging binnen het liberale jodendom.
    - Reconstructionistisch jodendom – een kleine, liberale Joodse beweging, voornamelijk in de Verenigde Staten. De persoonlijke interpretatie van de Thora wordt in consensus gezocht, waarmee het meestal iets traditioneler is dan het reformjodendom.

  - Humanistisch jodendom – een kleine niet-theïstische Joodse beweging, voornamelijk actief in Noord-Amerika en Israël, die de Joodse cultuur en geschiedenis beschouwt als de bron van de Joodse identiteit.
- Niet-rabbijns jodendom
  - Karaïtisch jodendom – een kleine beweging die alleen de geboden en verboden uit de Thora respecteert, en niet die uit de Misjna. De leden van deze stroming bevinden zich voornamelijk in Israël. De beweging, ooit omvangrijk, neemt snel af in omvang vanwege secularisatie. Zij worden door de rabbijns-Joodse wereld algemeen niet als Joods erkend, maar wel door de staat Israël.
  - Beta Israël – in Ethiopië hadden de meeste Joden alleen toegang tot de Tenach. In Israël seculariseren de meesten, terwijl anderen zich aansluiten bij het orthodoxe jodendom. De oudere generatie bewaart de Beta Israël-traditie, maar wellicht niet als ideologie. Daarmee is het onduidelijk of dit een richting binnen het niet-rabbijnse jodendom is of slechts een rabbijnse gemeenschap met enige afwijkende praktijken.
  - Nazarener - ook bekend als Nazareth-jodendom, een kleine Joodse groep die enkel de geschreven Tenach en het Aramees Evangelie accepteert. Deze groep stond bekend als de volgelingen van Yahshua en werd erkend door elke andere Joodse stroming.[bron?] Ze zijn niet te verwarren met christenen of Messiaanse Joden. De groep werd later vervolgd door de Farizeeën en voor de rechtbanken gebracht en door christenen vermoord. De meeste Nazoreeërs vandaag wonen in Amerika en Israël. De Nazoreeërs volgen dezelfde Bijbelse kalender zoals de Karaïeten en verwerpen hierdoor het rabbijns en Messiaans jodendom en het christendom.
- Overige
  - Messiasbelijdende joden behoren tot een godsdienstige groepering die Jezus beschouwt als de door God in de Bijbel beloofde messias. Door het jodendom wordt deze stroming gezien als christelijk, hoewel er enkele joden zijn die zich er wellicht toe rekenen. Messiasbelijdende joden combineren in hun geloofsleven aspecten uit zowel het christendom als het jodendom.